# The Other Side of the Wind
The Other Side of the Wind ist ein Film von Orson Welles, der auf satirische Weise die Regie-Legende Jake Hannaford porträtiert, gespielt von John Huston. Er war als das Comeback des Regisseurs geplant. Der von Welles zwar in den 1970er-Jahren abgedrehte, aufgrund seines Todes im Jahr 1985 jedoch nie vollendete Film wurde ab 2017 von Netflix fertiggestellt. Neben Huston arbeiteten mit Susan Strasberg, Lilli Palmer, Dennis Hopper und Peter Bogdanovich mehrere Hollywood-Größen mit. Der Film feierte am 31. August 2018 im Rahmen der Filmfestspiele von Venedig seine Weltpremiere.

## Handlung
Rückblickend wird der letzte Lebenstag des Star-Regisseurs Jake Hannaford geschildert, der am Morgen nach seinem 70. Geburtstag bei einem Autounfall gestorben ist. Es gab anschließend unterschiedliche Meinungen, ob es sich dabei um einen Unfall oder um einen Suizid gehandelt hat. Als Erzählerstimme fungiert der mit Hannaford befreundete Regisseur Otterlake, der aus einer Perspektive als alter Mann viele Jahre später berichtet.
Jake Hannaford, der im Hollywood der goldenen Ära große Erfolge gefeiert hatte, plant kurz vor seinem 70. Geburtstag mit seinem neuen Projekt The Other Side of the Wind ein Comeback. Er dreht einen Avantgardefilm, der sich mit greller Inszenierung und großzügigen Sexszenen auch auf den gewandelten Zuschauergeschmack des New-Hollywood-Kinos einstellt. Die Dreharbeiten gerieten allerdings ins Stocken, als der junge Hauptdarsteller John Dale wütend vom Filmset stürmte und nicht mehr zurückkehrte. Nun ist die Zukunft des Filmprojektes gefährdet. Der Studioboss Max David, ein erhoffter Geldgeber, schaut sich unbeeindruckt einen Teil der von Hannaford gedrehten Szenen an. Erzählerische Kohärenz scheint wenig vorhanden, obgleich die Bilder visuell beeindruckend sind und sich am europäischen Kunstkino orientieren. Hannaford selbst ist bei der Vorführung nicht einmal anwesend, nur sein alter Stammschauspieler Billy Boyle, der Max David allerdings auch keinen überzeugenden Eindruck von dem Werk vermitteln kann.
Unterdessen machen sich zahlreiche Personen auf dem Weg zu Hannafords Geburtstagsfeier, die auf einer Ranch in Arizona von der österreichischen Hollywood-Schauspielerin Zarah Valeska veranstaltet wird. Hannaford selbst fährt in einem Auto mit einigen neugierigen Filmjournalisten und dem jungen Regisseur Brooks Otterlake, einem Bewunderer und Beobachter von Hannafords Filmen, der vor kurzem seinen großen Durchbruch mit einem Erfolgsfilm gefeiert hatte und ebenfalls viel Aufmerksamkeit auf sich zieht.
Die Feier gerät voller Ärgernisse und Pannen. Zahlreiche Filmjournalisten und Cineasten sind eingeladen, die nervige Fragen an Hannaford richten und sich über die Abwesenheit von John Dale wundern. Den Gästen werden die meisten Szenen aus dem Film präsentiert, doch gleich mehrfach wird die Vorführung durch Stromausfälle unterbrochen. Bei einer Szene wird deutlich, in welcher Situation Dale das Filmset verlassen hat – inmitten einer Sexszene, bei der Hannaford wüste und anzügliche Kommentare als Regieanweisung hineingerufen hatte. Der junge Filmemacher Jack Simon und später die Kritikerin Juliet Rich deuten an, dass Hannaford – sich öffentlich stets als Macho und Frauenheld inszeniernd – unterdrückte homosexuelle Gefühle haben könnte. Zwar habe er stets mit der Frau oder Freundin seiner männlichen Hauptdarsteller geschlafen, doch sei er eigentlich mehr von diesen fasziniert gewesen und habe auch immer nur die Männer seiner Filme zu Stars gemacht. So entdeckte Hannaford seinen neuesten Hauptdarsteller John Dale, als dieser offenbar durch einen Sprung in den Pazifischen Ozean Selbstmord begehen wollte. Im Laufe der Feier erscheint Dales ehemaliger Schullehrer Burroughs und berichtet Hannaford, dass Dale den Suizidversuch inszenierte und bewusst die Aufmerksamkeit des berühmten Regisseurs gewinnen wollte.
Hannaford betrinkt sich, während die Feier endgültig zu einem Desaster wird. Er versucht mit seinen langjährigen Vertrauten die schwierige Lage in Ruhe zu besprechen, doch überall wimmelt es von Neugierigen mit ihren Kameras und Aufnahmegeräten. Erste seiner alten Kumpanen wie der Maskenbildner Zimmer verlassen ihn vor der drohenden Insolvenz. Hannaford sucht schließlich Otterlake als letzte Hoffnung auf, der jüngst einen Filmdeal über 40 Millionen Dollar bekommen hatte. Otterlake möchte Hannafords Film aber wohl nicht mit seinem eigenen Geld finanzieren, obgleich er es nur zögernd zugibt. Die beiden Regisseure müssen feststellen, dass sie offenbar am Ende ihrer Freundschaft angelangt sind.
Hannaford beschenkt an seinem Geburtstag traditionell seine Gäste: Der indianischen Hauptdarstellerin des Filmes vermacht er den Knochen eines im 19. Jahrhundert von Weißen getöteten Indianers, was von den anderen Gästen aber nur beklommen aufgenommen wird. Er schießt außerdem mit seinem Gewehr auf die zahlreichen bestellten John-Dale-Pappaufsteller, die im Garten des Anwesens aufgetürmt wurden. Schließlich findet, da der Stromausfall auf dem Anwesen weiter anhält, der Rest der Vorführung in einem nahegelegenen Autokino statt. Es kommt hierbei zu einem Skandal, als Juliette Riche erneut Hannaford zu seiner Sexualität befragen will und der betrunkene Regisseur sie niederschlägt. Hannaford fährt daraufhin im Morgengrauen zu dem Anwesen zurück: in dem Sportwagen, mit dem er eigentlich Dale am Ende der Dreharbeiten beschenken wollte. Im Morgengrauen ist auch Dale auf der Ranch eingetroffen und Hannaford fragt ihn, ob er in den Sportwagen einsteigen wolle. Dale lehnt ab und der betrunkene Hannaford beginnt die Autofahrt, die mit seinem Tod endet.
Im Autokino endet unterdessen Hannafords Film, doch nur noch die Hauptdarstellerin schenkt der Schlussszene Aufmerksamkeit. Man hört Hannaford am Filmende sprechen: „Who knows? Maybe you can stare too hard at something, huh? Drain out the virtue, suck out the living juice. You shoot the great places and the pretty people, all those girls and boys – shoot 'em dead.“

## Produktion

### Entstehungsgeschichte

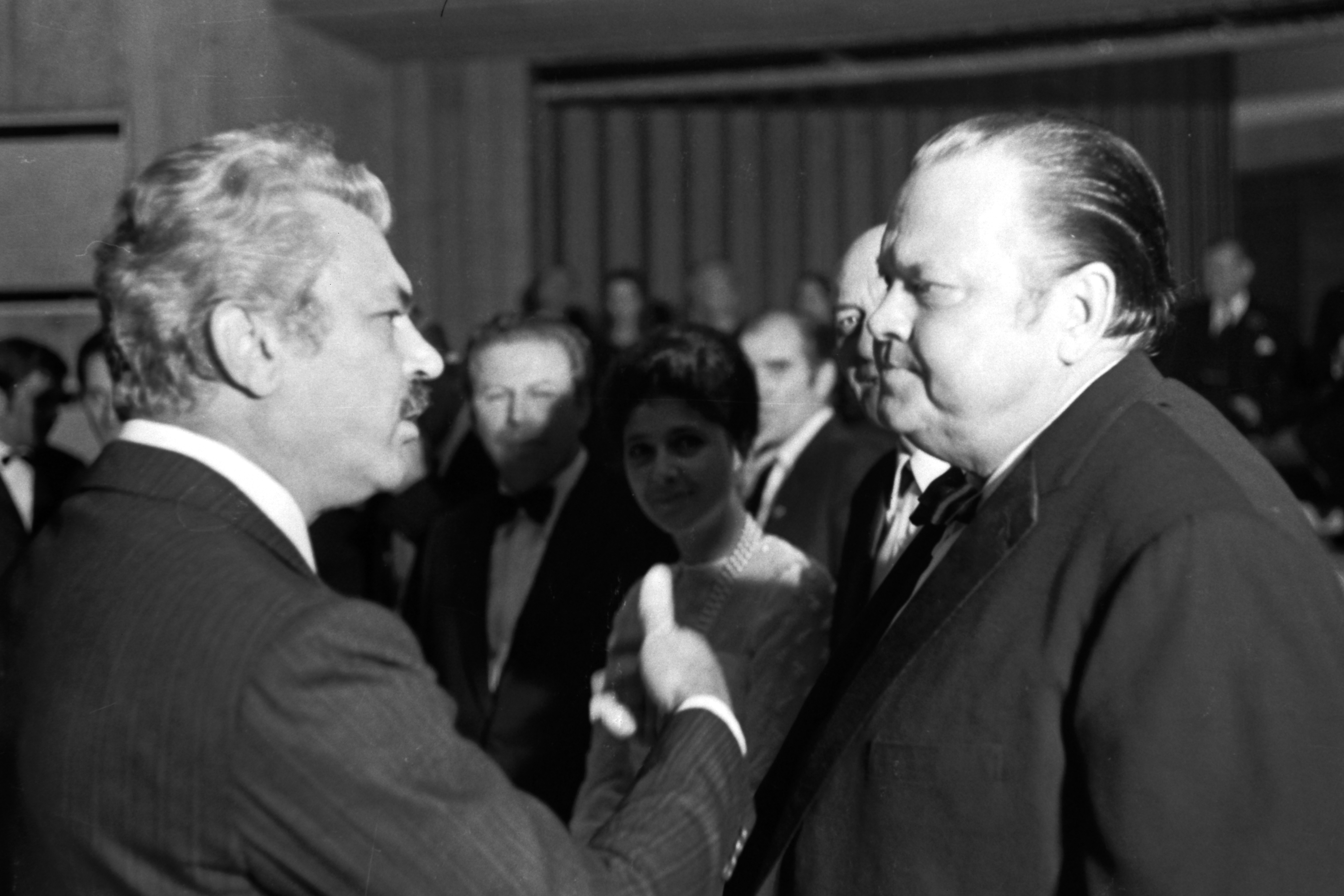
Orson Welles (re.) führte Regie, konnte den Filmschnitt jedoch vor seinem Tod nicht beenden

Regie führte Orson Welles. Die Hauptfigur des Jake Hannaford basiert auf Ernest Hemingway. Die Idee für den Plot kam Welles nach dem Suizid des Schriftstellers im Jahr 1961. Der Film gilt zudem als semi-autobiografisches Projekt, in dem der Regisseur mit verschiedensten Inszenierungsformen spielt. Er ist wie eine Kollage im Stil eines Mockumentarys aufgebaut. Welles hatte die satirische Aufarbeitung Hollywoods und des Experimentalkinos sowohl mit Farb- als auch Schwarz-Weiß-Aufnahmen gedreht und Fotografien in mehreren Formaten genutzt. Die Dreharbeiten fanden zwischen 1970 und 1976 statt. Die Produktion stoppte zwischen 1971 und 1973 aufgrund von finanziellen Schwierigkeiten, in die Welles’ Produktionsfirma geraten war.
Der Film wurde von Welles jedoch nie vollendet, weil der Regisseur 1985 im Alter von 70 Jahren starb, nachdem er noch rund 40 bis 50 Minuten des Films geschnitten haben soll. Neben The Other Side of the Wind zählt auch sein Film Don Quixote zu den großen verlorenen Werken der Filmgeschichte.

### Filmschnitt und Filmmusik
Im März 2017 wurde bekannt, dass Netflix die weltweiten Rechte an The Other Side of the Wind erworben hatte, um den bislang unvollendeten Film fertigzustellen. Zu dieser Zeit waren die Filmrollen aus dem Pariser Lagerhaus bereits nach Los Angeles gebracht worden, wo Frank Marshall und Orson Welles’ enger Freund Peter Bogdanovich den Schnitt überwachten. Insgesamt soll es sich um über 1.000 Filmrollen gehandelt haben. Marshall und sein Team wollten sich bei ihrer Arbeit an persönlichen Notizen von Welles orientieren. Da für den Film in der Vergangenheit nie eine Filmmusik komponiert worden war, übernahm Michel Legrand deren Komposition. Es handelt sich um dessen letzte Arbeit, bevor er im Januar 2019 starb. Im Februar 2019 veröffentlichte La-La Land Records den Soundtrack zum Film, der insgesamt 16 Musikstücke umfasst.

### Veröffentlichung
Im Oktober 2017 wurde bekannt, dass Netflix auch den Vertrieb des Films selbst übernehmen wird. Die Präsentation des Orson-Welles-Filmes beim Filmfestival in Cannes im Mai 2018 sagte Netflix aufgrund eines Streits mit den Organisatoren ab. Ende Mai 2018 wurde bekannt, dass Netflix eine limitierte Kinoauswertung plant, die möglicherweise US-Kinos vorbehalten bleibt. Der Film wurde am 31. August 2018 im Rahmen der Filmfestspiele von Venedig uraufgeführt. Kurz zuvor veröffentlichte Netflix einen ersten Trailer. Ab Ende September 2018 wurde er beim New York Film Festival gezeigt. Am 2. November 2018 nahm Netflix den Film in sein Programm auf.
Die parallel ebenfalls auf Netflix erschienene Dokumentation They'll Love Me When I'm Dead beschäftigt sich ausgiebig
mit der Hintergrundgeschichte von The Other Side of the Wind und rekonstruiert mithilfe von Gesprächen und Archivmaterialien informativ die komplizierte Produktionsgeschichte, so Robin Mahler von Nau: „Sie ist die passende Ergänzung zum zerstreut wirkenden Film.“ They'll Love Me When I'm Dead wurde am 31. August 2018, parallel zur Premiere von The Other Side of the Wind in Venedig, von Netflix erstmals im Rahmen des Telluride Film Festivals vorgestellt.

## Rezeption

### Kritiken
Der Film stieß bislang auf die Zustimmung von 83 Prozent aller Kritiker bei Rotten Tomatoes und erreichte hierbei eine durchschnittliche Bewertung von 7,4 der möglichen 10 Punkte.
Robert Abele von TheWrap nennt The Other Side of the Wind einen Abschiedsbrief von einem zwielichtigen Giganten, und der Film befinde sich im Einklang mit Orson Welles Œuvre, wenn er die Komplexität eines Mannes untersucht, aber auch die Umgebung, die ihn gemacht hat.
Der Filmkritiker Patrick Wellinski erklärt gegenüber Deutschlandfunk Kultur, The Other Side of the Wind sei in seiner komplexen Struktur alles andere als leicht zugänglich und weise Orson Welles als krassen Avantgardisten aus. Der Film überfordere, weil er auf nichts Rücksicht nehme, so Wellinski, und so würden Figuren nicht eingeführt, und wie in einem Freejazz-Soundtrack springe die Handlung von einer Erzählebene zur nächsten: „Dieser Film kommt quasi aus dem Jenseits zu uns und fordert uns und unsere Sehgewohnheiten ganz neu heraus.“
Das Online-Magazin OutNow erklärt, im Stil einer Mockumentary komme The Other Side of the Wind als satirisches Drama daher: „Es ist experimentell gefilmt und viele Stilmittel werden eingesetzt. Schnelle Szenenwechsel und eine Unmenge an Schnitten kommen hinzu. Das wirkt zu Beginn noch lebendig, doch die Hektik strengt auf Dauer an.“ Sämtliche Schauspieler spielten souverän, und besonders John Huston passe hier wie die Faust aufs Auge, heißt es in der Kritik weiter, und trotz des Bildgewitters hätten die Dialoge eine hohe Aussagekraft, die allerdings nicht immer fassbar sei.
Robin Mahler von Nau findet, der Film könne durchaus als Seitenhieb auf Hollywood angesehen werden, und unterstützt werde diese These dadurch, dass einige Regisseure mitwirkten. Leider komme das Ganze nie wirklich in Fahrt, weil der Stil skizzenhaft zwischen Kunst, Jugendfilm, Komödie oder Thriller hin und her wechselt, so Mahler, aber mit kontinuierlicher Laufzeit entfalte sich ein kurioses Seherlebnis und resümiert: „The Other Side of the Wind ist ein facettenreiches Dokument aus einer vergangenen Zeit der Filmindustrie. Das ambitionierte Werk ist hektisch geschnitten, bruchstückhaft erzählt und stellt den Zuschauer dadurch auf die Probe. Ob es nun eine Satire auf europäische Kunstfilme darstellt oder den damaligen Zeitgeist kritisiert, soll jeder für sich selbst entscheiden. Für Cineasten stellt die doppelbödige Handlung einen Springbrunnen voller Interpretationsmöglichkeiten dar. Wer dagegen leichte Unterhaltung sucht, wird alleine durch die vielen Schnitte und den fehlenden Mangel an Charakterisierung abgeschreckt.“

### Auszeichnungen
Internationale Filmfestspiele von Venedig 2018
- Nominierung für den Queer Lion (Orson Welles, posthum)[17]
- Campari Passion for Film Award (Bob Murawski)

National Board of Review Awards 2018
- Auszeichnung mit dem William K. Everson Film History Award[18]

National Society of Film Critics Awards 2019
- Auszeichnung mit dem Film Heritage Award[19]